# Gertrud Karg-Bebenburg
Gertrud Karg-Bebenburg, verheiratete Creutz, (* 27. Juli 1944 in Traismauer; † 25. Mai 1998 in Wien) war eine österreichische Journalistin und Schriftstellerin.

## Leben
Viele Jahre war sie für die Tiroler Wochenzeitung Präsent tätig. Ihre Jugendbücher legten den Schwerpunkt auf die romanhafte Nacherzählung bekannter Sagenstoffe. Etliche ihrer Bücher wurden ab dem Jahr 1996 im Wiener Tosa-Verlag neu herausgegeben.
Karg-Bebenburg starb im Alter von 53 Jahren und wurde am Hietzinger Friedhof (Gruppe 49, Nummer 35) begraben.

## Werke
- Familienpolitik in Österreich. Bundespressedienst, Wien 1994.[2]
- Die Nibelungen. Roman. Tosa, Wien 1996.
- Dietrich von Bern. Roman. Tosa, Wien 1996.
- König Artus. Roman. Tosa, Wien 1996.
- Antonia und die anderen. Eine Familiensaga 1900–1975. Gabriel, Wien 1998.